# Буаробер, Франсуа де
Франсуа́ Лё Мете́ль де Буаробе́р (фр. François Le Métel de Boisrobert; 1 августа 1592, Кан — 30 марта 1662, Париж) — французский поэт и драматург.

## Биография
Родился в Кане, в семье прокурора Руанской податной палаты (фр. La cour des aides), изучал право и даже некоторое время состоял в коллегии адвокатов Руана. В 1622 г. он приехал в Париж и в начале примкнул к кружку поэтов-вольнодумцев Антуана де Сент-Амана и Теофиля де Вио. Однако, после показательного процесса над последним (завершившегося приговором де Вио к публичному покаянию и сожжению, заменённому позже вечной ссылкой) Буаробер присоединяется к последователям Франсуа де Малерба, что позволяет ему приблизиться к королевскому двору и уже на следующий год принять участие в «Балете Короля, представляющем Вакханалию» (в Лувре в феврале 1623 г.) В том же году он переходит в католичество и получает место аббата в Шатийон-сюр-Сен.
В 1625 г. он участвует в посольской делегации в Лондон, а в 1630 едет в Рим, где, пользуясь расположением папы Урбана VIII, получает звание приора и каноника Руана.
С 1623 г. благодаря своему уму, сатирическому таланту и умению вести беседу Буаробер добивается благосклонности кардинала Ришельё и в 1627 г. становится его литературным секретарём. Он был одним из пяти авторов (в ряду Пьера Корнеля, Клода де Летуаля, Гийома Кольте и Жана Ротру), которые излагали идеи кардинала в форме драматических произведений, принимает участие в литературных собраниях, проходящих у Валентэна Конрара, куда внёс предложение Ришельё превратить это собрание в публичное общество, что послужило началом Французской академии. Буаробер был одним из первых и наиболее активных её членов (избран в 1634 г., кресло №6).
Обладая значительным финансовым достатком, который обеспечивало ему покровительство Ришельё, он оказывал щедрую помощь писателям.
Его образ жизни давал оружие в руки его врагов. Он не раз впадал в немилость, но всегда не надолго, хотя последние свои годы был вынужден больше уделять своим обязанностям священника. Ги Патен писал о Буаробере: «Это священник, который жил, как обжора, весьма испоченный и весьма распущенный». Он был игроком, любил дорогие вещи, и даже не пытался скрыть свою гомосексуальность и свои забавы с прислугой. У него была страсть к комедии, он постоянно посещал Бургундский отель и был большим поклонником актёра Мондори (Гийома Дегильбера). Также он был близок к кругу Нинон де Ланкло.
После смерти Ришельё Буаробер присоединился к Мазарини, которому служил во время Фронды.

## Сочинения
Буаробер написал 18 пьес, из которых 9 трагикомедий. Одна из его комедий, «Прекрасная сутяжница», особо достойна внимания, так как вдохновила Мольера на сочинение комедии «Скупой». Также, Буаробер — автор многочисленных стихотворений. Он издал сочинения Теофиля де Вио (1627) и «Королевский Парнас, или Разнообразные стихи во хвалу Людовика XIII и кардинала Ришельё» в двух томах (1635). Согласно Бернару де Ла Моннуа, Буаробер был автором непристойных сказок, изданных под именем его брата, Антуана Лё Метель д'Увиля.

### Театральные произведения
- Пирандр и Лизимена, или Счастливый обман, трагикомедия, 1633
- Друзья-соперники, 1639
- Два Алкандра, 1640
- Прекрасная Палена, 1642
- Коронация Дария, 1642
- Правдивая история о Дидоне, или Целомудренная Дидона, трагедия, 1643
- Ревность к самой себе, 1650
- Три Оронта, 1652
- Безымный спорщик, или Дивертисменты графини де Пемброк, 1653, по пьесе Лопе де Вега
- Кассандра, графиня Барселонская, трагикомедия, впервые поставленная в Бургундском отеле 31 октября 1653
- Неизвестная, 1655
- Смешной любовник, 1655
- Благородные враги, 1655
- Прекрасная сутяжница, 1655
- Прекрасная невидимка, или Испытанная верность, 1656
- Обманчивая внешность, 1656
- Битва Амура и Фортуны, 1656
- Теодора, царица Венгерская, 1658

### Поэзия и другие сочинения
- Стихи, опубликованы в  Сборнике самых прекрасных стихов Малерба, Ракана и др., 1626
- Письма, опубликованы в Сборнике Фаре, 1627
- Парафразы на семь покаянных псалмов, в стихах, 1627
- Индийская история Анаксандра и Оразии, 1629
- Новеллы, любовные и героические, 1657
- Послания в стихах и другие поэтические творения, 1659

## Образ Франсуа́ де Буаробе́ра в кино
- Путь короля / L'allée du roi (Франция; 1996) режиссёр Нина Компанеец, в роли Франсуа де Буаробер Жак Сирон.